# Sodrásban
Sodrásban è un film del 1964 scritto, diretto e montato da István Gaál.

## Trama
Durante le vacanze, un gruppo di giovani si trova sulla riva di un fiume per fare una nuotata. A uno dei ragazzi viene l'idea di immergersi in un punto particolarmente profondo per andare a prendere l'argilla depositata sul fondo. Tutti accolgono la sfida fino a che una delle due ragazze nota che Gabi sembra sparito. Si mettono a cercarlo, ma dell'amico non c'è traccia. Interviene alla fine anche la polizia ma con nessun risultato.
Sono passati tre giorni. Il corpo di Gabi viene ritrovato. Ormai l'estate è finita e il gruppo si scioglie. Ognuno torna alle proprie attività: chi torna al lavoro, chi agli studi. Ormai Gabi è solo un ricordo sbiadito. L'unica che resta inconsolabile è l'anziana nonna che, anni prima, aveva perso il figlio, il padre di Gabi. E ora è rimasta sola, dopo aver perso anche il nipote.

## Produzione
Il film fu prodotto dalla Hunnia Filmstúdió.

## Distribuzione
Uscì nelle sale cinematografiche ungheresi il 2 aprile 1964.
Nel 1969, il film è stato votato come uno dei dodici migliori film ungheresi del 1948-1968 dai Budapest 12, un gruppo di cineasti e critici ungheresi.